# Medal Zasługi Pracy Socjalistycznej
Medal Zasługi Pracy Socjalistycznej (węg. Szocialista Munkáért Érdemérem) – odznaczenie cywilne WRL ustanowione w 1953 i nadawane za wybitne zasługi w służbie i promocji węgierskich interesów w dziedzinie budowania socjalizmu. W 1963 został zastąpiony Srebrnym Orderem Zasługi Pracy.
Istniały jego trzy wersje, posrebrzany brązowy medal oraz dwie różniące się lekko wyglądem ażurowe odznaki (czerwona gwiazda z pięcioma promieniami pomiędzy ramionami, ze złoconym wieńcem laurowym wokół, z małym złoconym godłem Rákosiego, a od 1957 z godłem Kadara wewnątrz gwiazdy). Noszony był na wstążce składanej w trójkąt, czerwonej z drobnymi paseczkami pośrodku tworzącymi wzór biało-zielony-biało-czerwono-biało-zielony-biało-czerwono-biały.
Liczba wyróżnionych osób w okresach wg wersji:
- w latach 1953–1954: 858 odznaczonych.
- w latach 1954–1957: 7 092 odznaczonych,
- w latach 1957–1963: 8 001 odznaczonych.

Jego wojskowym odpowiednikiem był Medal Wybitnej Służby, na takiej samej wstążce, różniący się jedynie trochę wyglądem odznaki – miał dodatkowe dwie skrzyżowane pepesze w podstawy medalu nad flagą.